# Kačice
Kačice (j. č., tedy: ta Kačice, do Kačice, v Kačici) je obec v okrese Kladno ve Středočeském kraji, 9 km západně od Kladna. Obec zaujímá rozlohu 6,43 km² a žije zde přibližně 1 200 obyvatel. PSČ zdejší pošty je 273 04.

## Poloha
Ves se rozkládá v nadmořské výšce 385 až 430 metrů (střed 388 m) na levém břehu potoka Loděnice (Kačáku) podél silnice Lány-Smečno.

## Historie
Na jihozápadním okraji Kačice byly zjištěny zbytky slovanského pohřebiště z 9. až 10. století, obsahující mj. stříbrný pozlacený gombík velkomoravského typu s motivem ptáka.
První písemná zmínka o vsi pochází z roku 1318, kdy se v zemských deskách zmiňuje vladyka Zdeněk z Kačice (Sdenco de Kacziczie). K roku 1437 se v Kačici připomíná tvrz, zaniklá pravděpodobně po připojení vsi ke smečenskému panství Martiniců roku 1551.
V 17. století byla obec nazývána Nemravná ves.

### Územněsprávní začlenění
Dějiny územněsprávního začleňování zahrnují období od roku 1850 do současnosti. V chronologickém přehledu je uvedena územně administrativní příslušnost obce v roce, kdy ke změně došlo:
- 1850 země česká, kraj Praha, politický okres Rakovník, soudní okres Nové Strašecí[5]
- 1855 země česká, kraj Praha, soudní okres Nové Strašecí[5]
- 1868 země česká, politický okres Slaný, soudní okres Nové Strašecí[5]
- 1937 země česká, politický okres Slaný expozitura Nové Strašecí, soudní okres Nové Strašecí[6]
- 1939 země česká, Oberlandrat Kladno, politický okres Slaný expozitura Nové Strašecí, soudní okres Nové Strašecí[7]
- 1942 země česká, Oberlandrat Praha, politický okres Slaný expozitura Nové Strašecí, soudní okres Nové Strašecí[8]

- 1945 země česká, správní okres Slaný expozitura Nové Strašecí, soudní okres Nové Strašecí[9]
- 1949 Pražský kraj, okres Nové Strašecí[10]
- 1960 Středočeský kraj, okres Kladno[11]

### Rok 1932
V obci Kačice (1345 obyvatel, četnická stanice) byly v roce 1932 evidovány tyto živnosti a obchody: autodoprava, biograf Sokol, výroba cementového zboží, obchod s cukrovinkami, dlaždič, obchod s dobytkem, družstvo pro rozvod elektrické energie v Kačici, 3 holiči, 5 hostinců, jednatelství, kolář, konsum Včela, 2 kováři, 3 krejčí, obchod s mlékem, 2 mlýny, 3 obuvníci, 2 obchody s ovocem a zeleninou, 2 pekaři, obchod s peřím, obchod s lahvovým pivem, 2 stáčírny lahvového piva, 2 pojišťovací jednatelství, pokrývač, 2 porodní asistentky, 2 rolníci, 2 řezníci, sedlář, 9 obchodů se smíšeným zbožím, spořitelní a záložní spolek Kampelička, obchod se střižním zbožím, švadlena, 2 trafiky, trhovec, 2 truhláři.

## Pamětihodnosti
- Kaplička sv. Jana Nepomuckého – výklenková stavba na návsi pochází z roku 1851. Je v ní umístěna socha světce z 1. poloviny 19. století; vedle pak stojí železný kříž na kamenném podstavci, též z roku 1851.[13] [14]

- Socha sv. Blažeje – pískovcová barokní plastika z roku 1711; na návsi.[13] V létě 2008 proběhla rekonstrukce sochy.
- Usedlost č. 52 (dříve č. p. 9[15]) – hrázděné stavení z přelomu 18. a 19. století při silnici směrem na Smečno.
- Na severozápad od Kačice se v lese u Nové Studnice nachází bývalá protiletecká raketová základna,[16] vybudovaná během komunistického režimu k obraně Prahy.[17]

## Osobnosti
- Narodil se zde JUDr. Josef Čermák (1861–1895), odborník na římské právo a spolupracovník Ottova slovníku naučného.[18]

## Doprava
- Silniční doprava – Obcí vede silnice II/236 v úseku Křivoklát - Lány - Kačice - Smečno - Slaný. Ve vzdálenosti 1 km vede dálnice D6 Praha-Karlovy Vary s exitem 25 (Kačice).

- Železniční doprava – Obec Kačice leží na železniční trati 120 z Prahy a Kladna do Rakovníka. Jedná se o jednokolejnou celostátní trať, doprava byla na trati zahájena roku 1863. Přepravní zatížení tratě 120 mezi Kladnem a Rakovníkem v roce 2011 činilo obousměrně 7 rychlíků, 1 spěšný vlak a 10 osobních vlaků.[19] Na území obce leží mezilehlá železniční zastávka Kačice. V letech 1904–1932 zde rovněž končila neveřejná úzkorozchodná dráha ze Slaného.[20]

- Autobusová doprava – V obci zastavovaly v červnu 2011 autobusové linky jedoucí do těchto cílů: Kladno, Nové Strašecí, Řevničov, Slaný, Stochov (dopravci ČSAD MHD Kladno, a.s. a ČSAD Slaný, a.s.).[21]

## Galerie

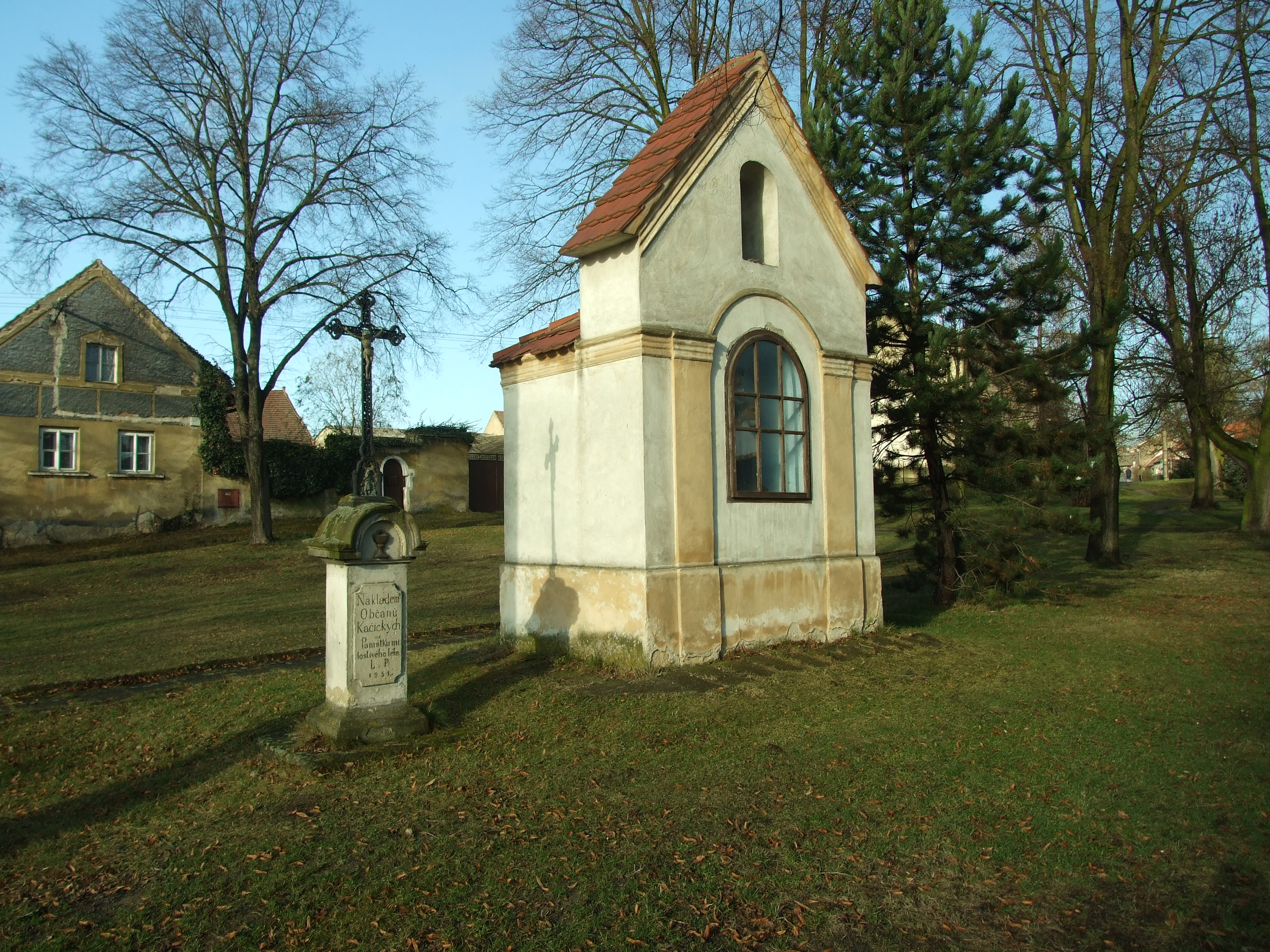
Výklenková kaplička sv. Jana Nepomuckého s křížem ve spodní části návsi
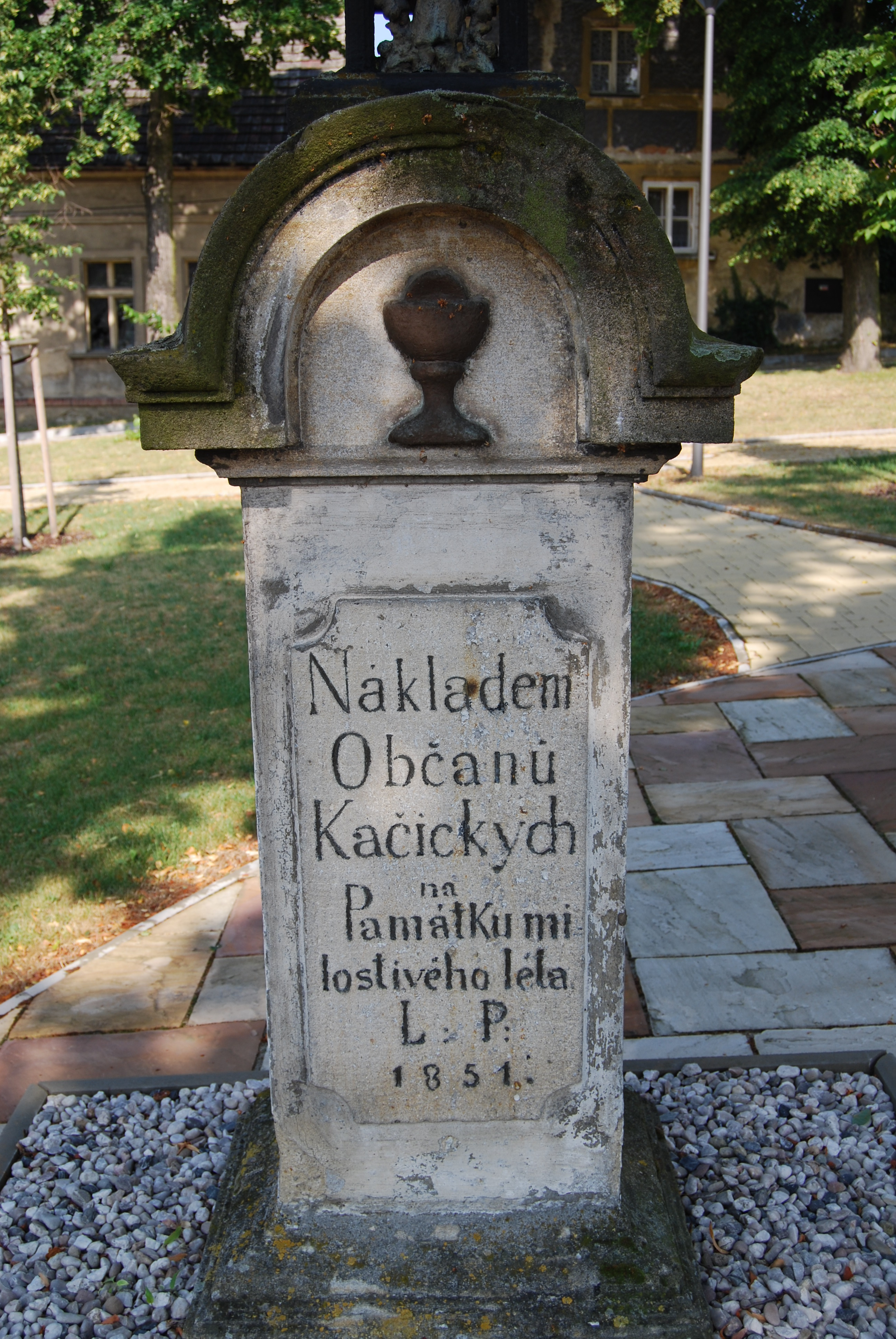
Detail kříže u kapličky
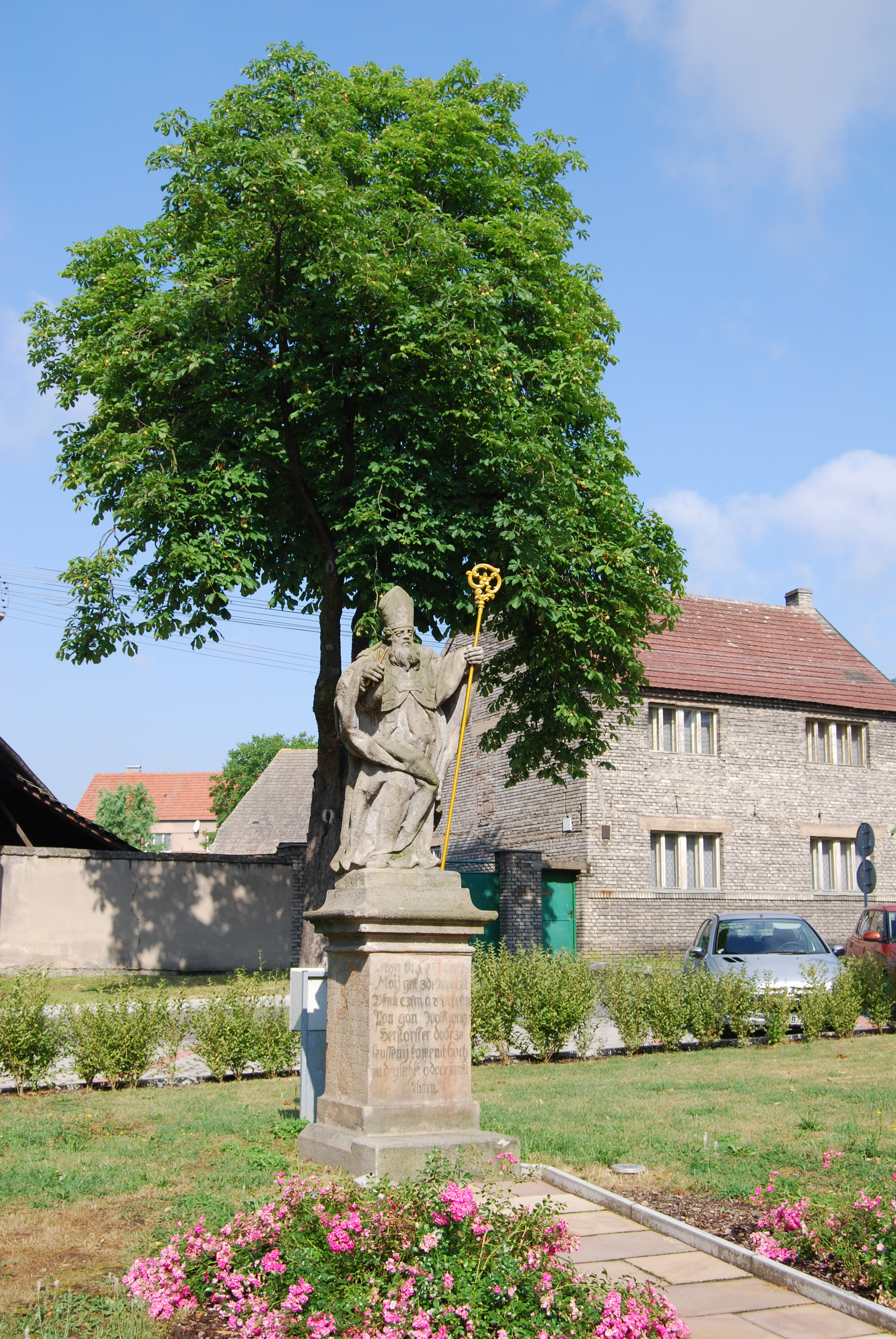
Socha sv. Blažeje v horní části návsi
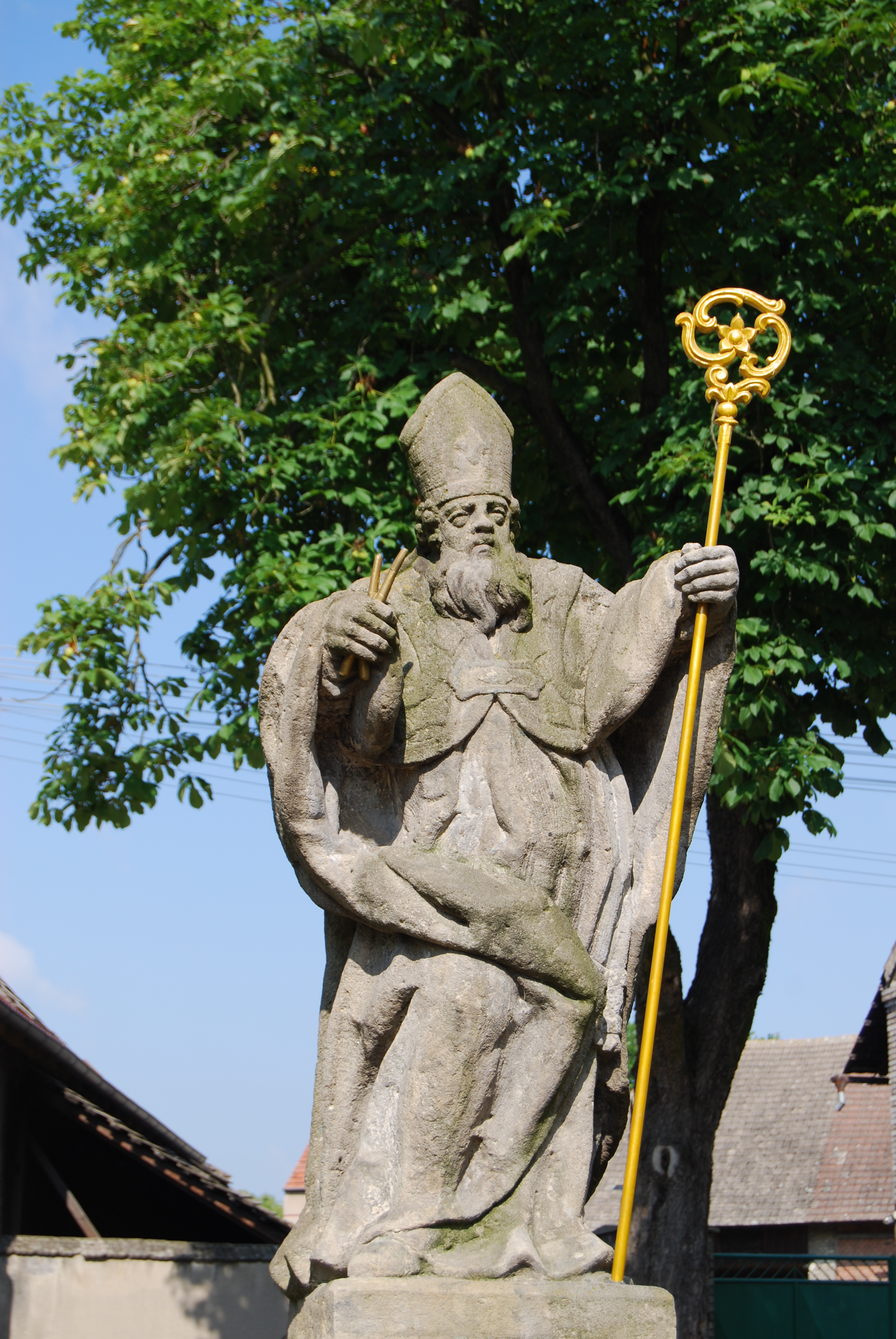
Socha sv. Blažeje - detail
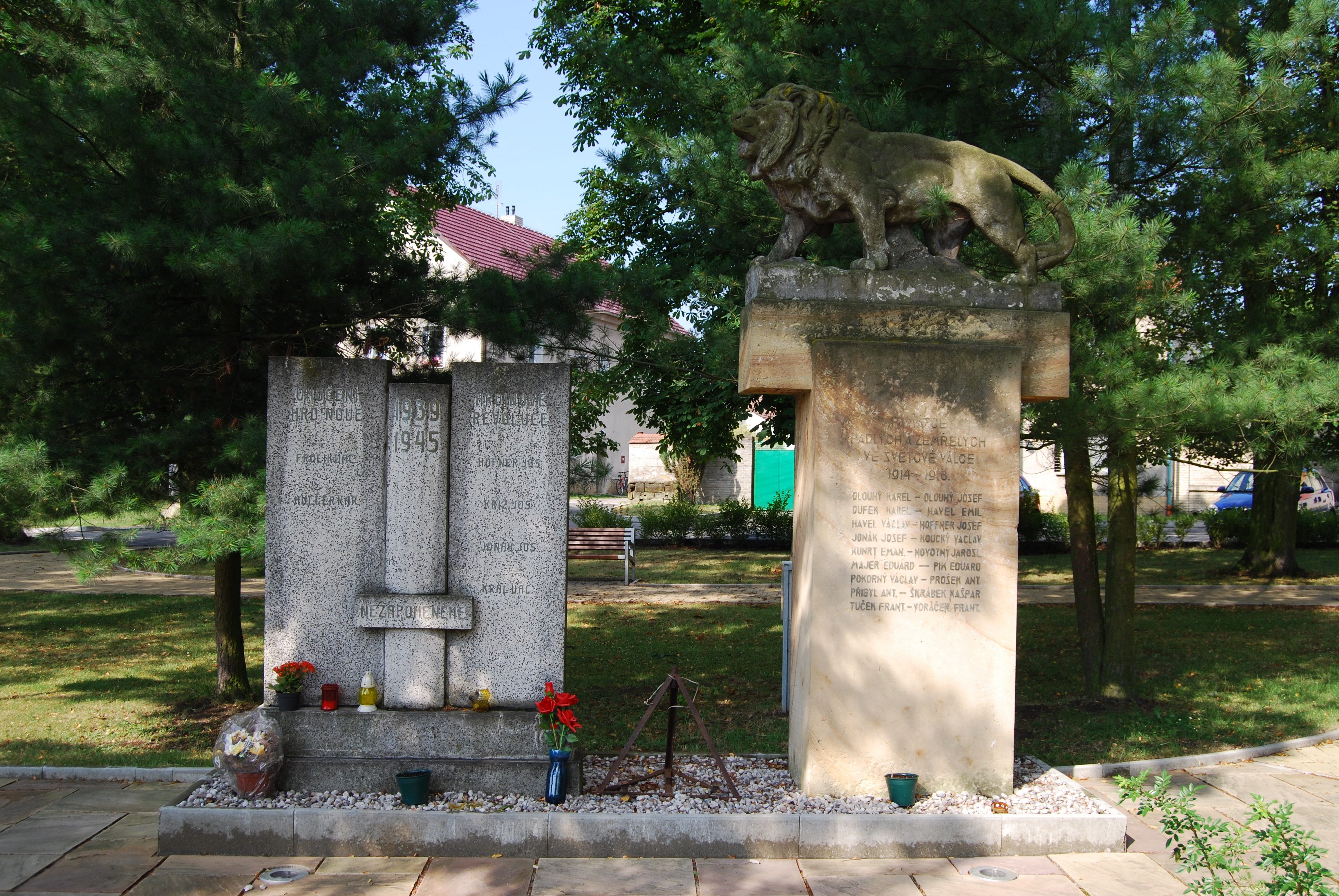
Pomníky padlým v I. a II. světové válce v horní části návsi
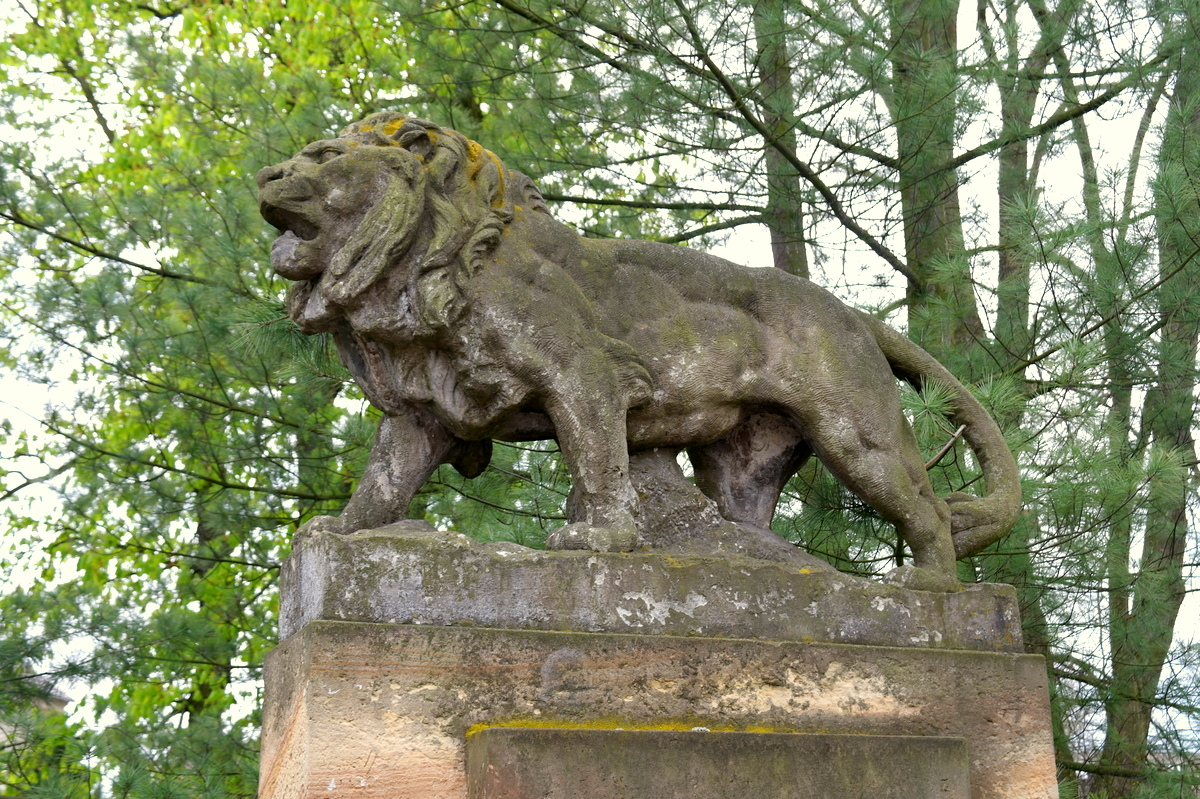
Detail z pomníku padlým v I. světové válce
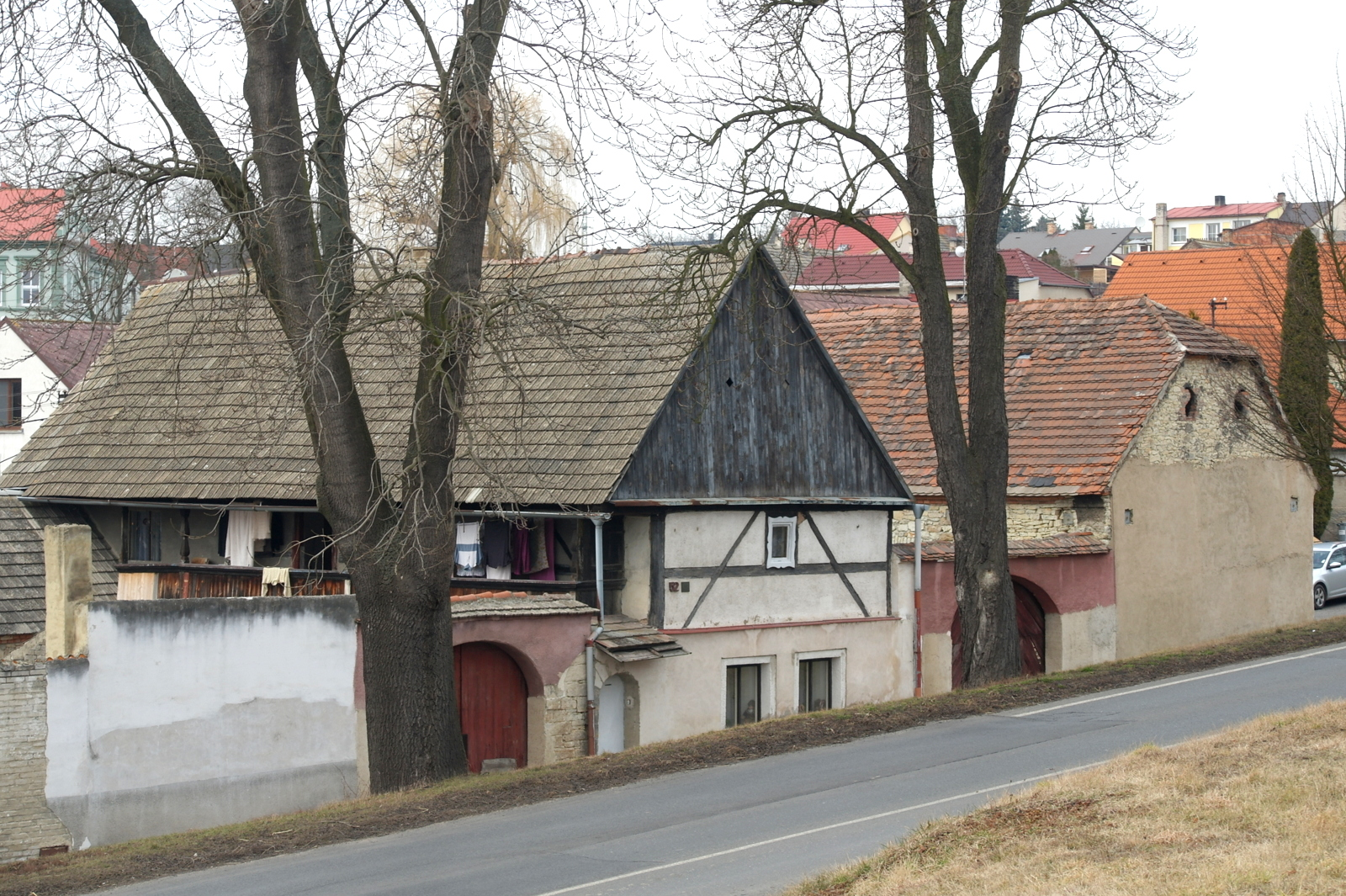
Památkově chráněná usedlost č. p. 52
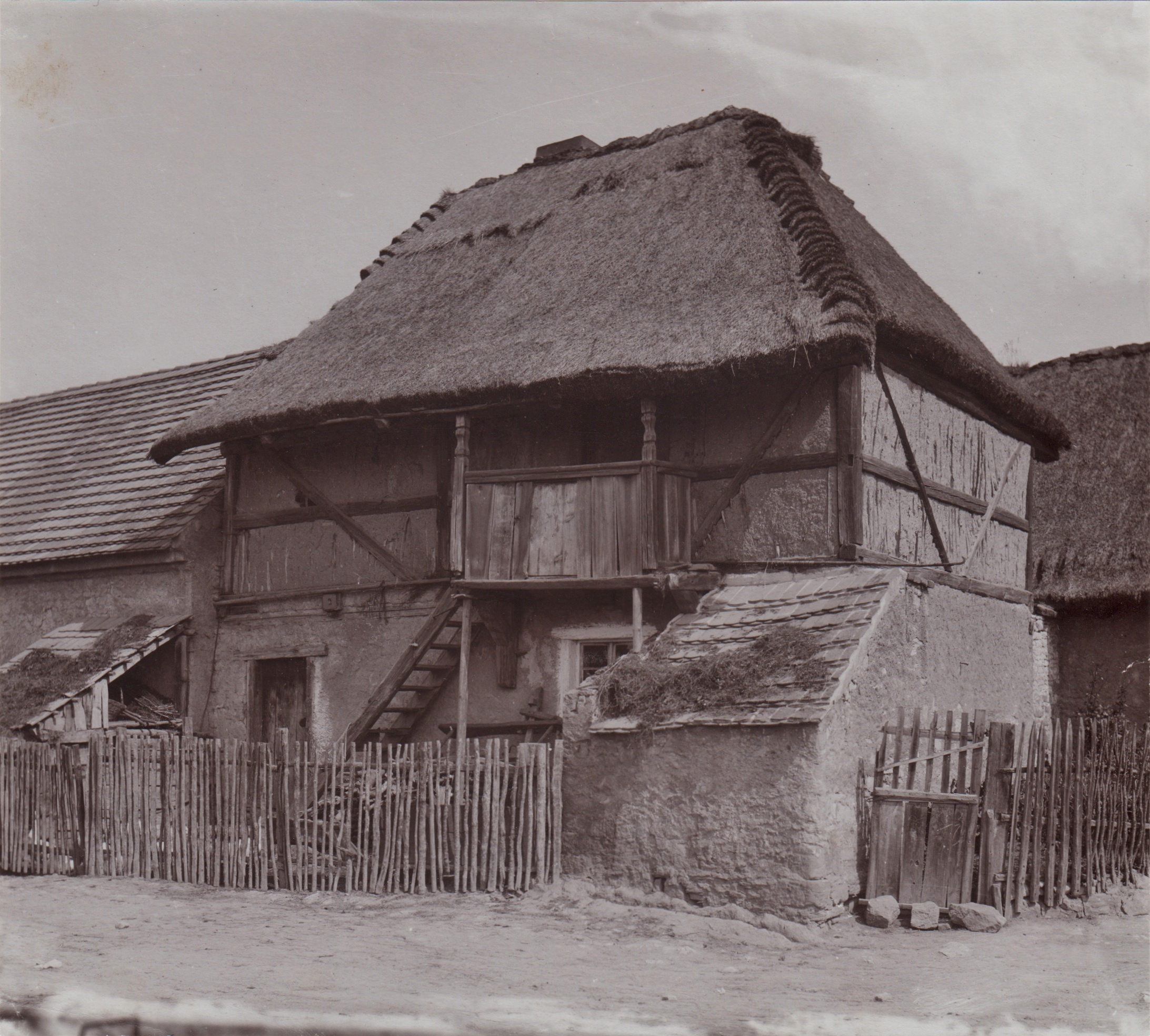
Historický snímek od Františka Durase
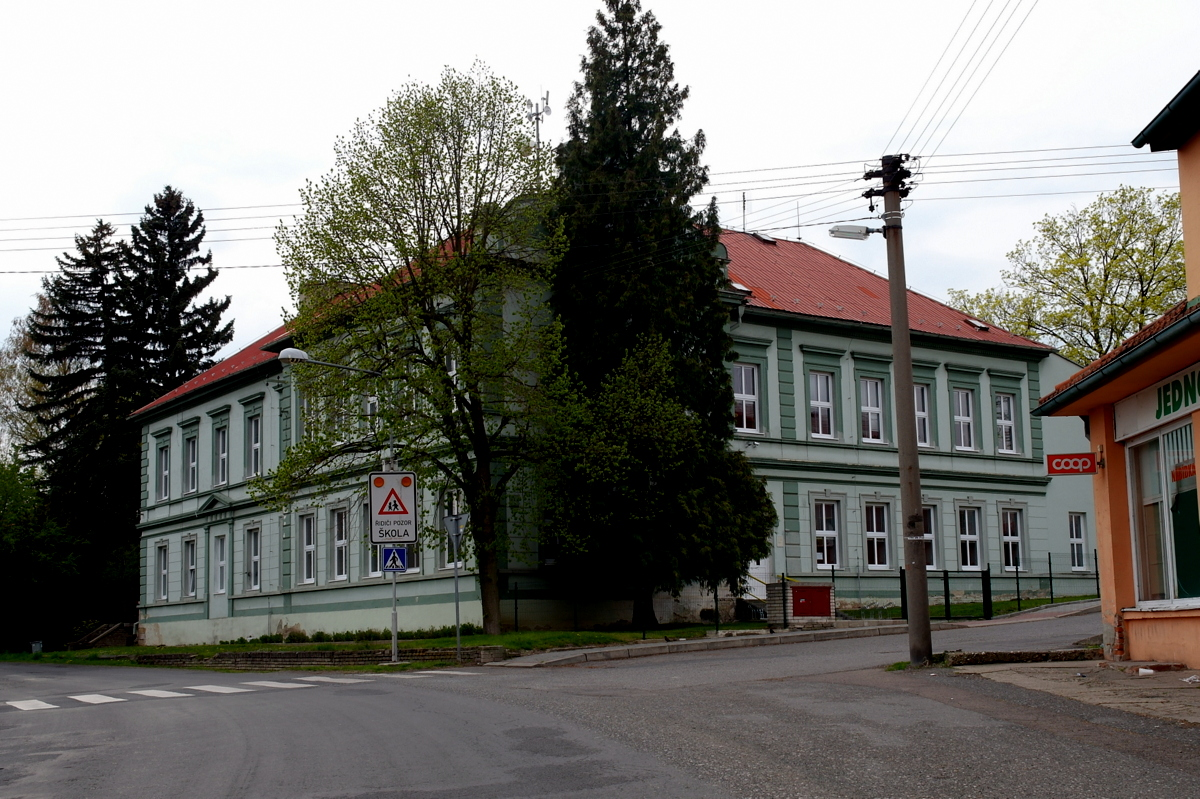
Budova základní školy
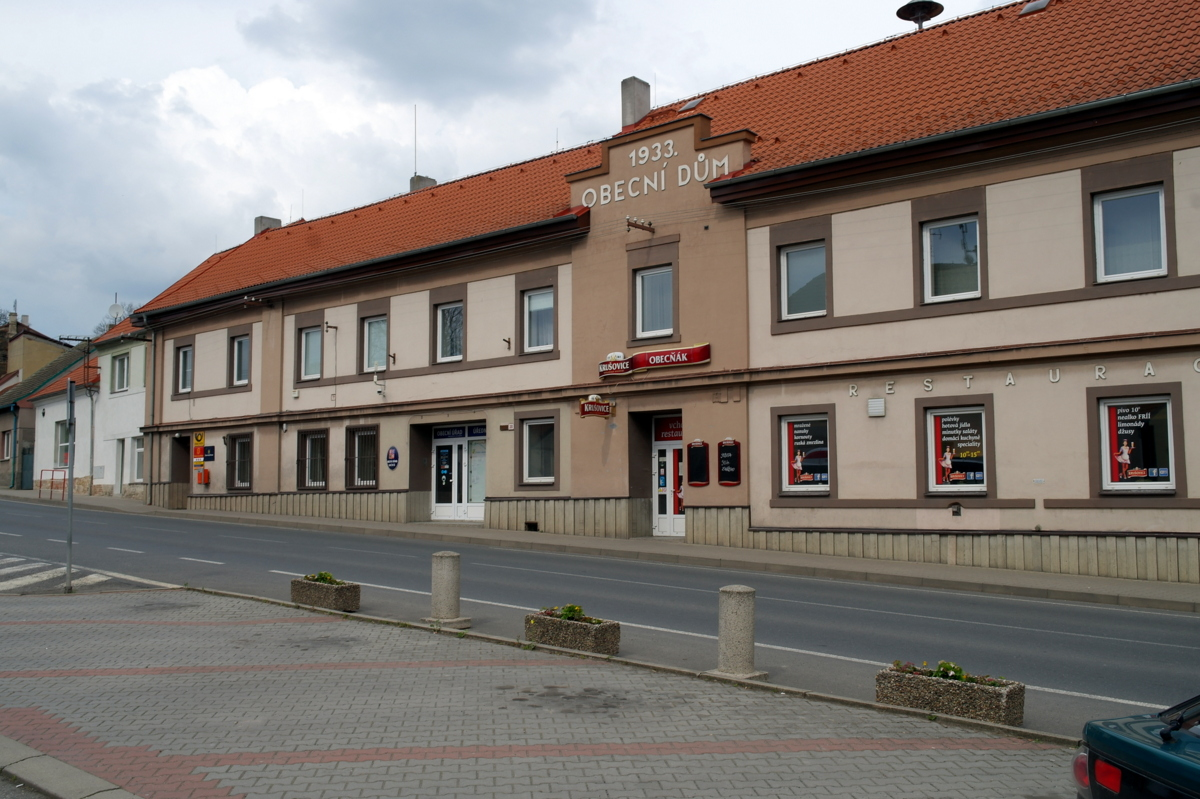
Obecní dům
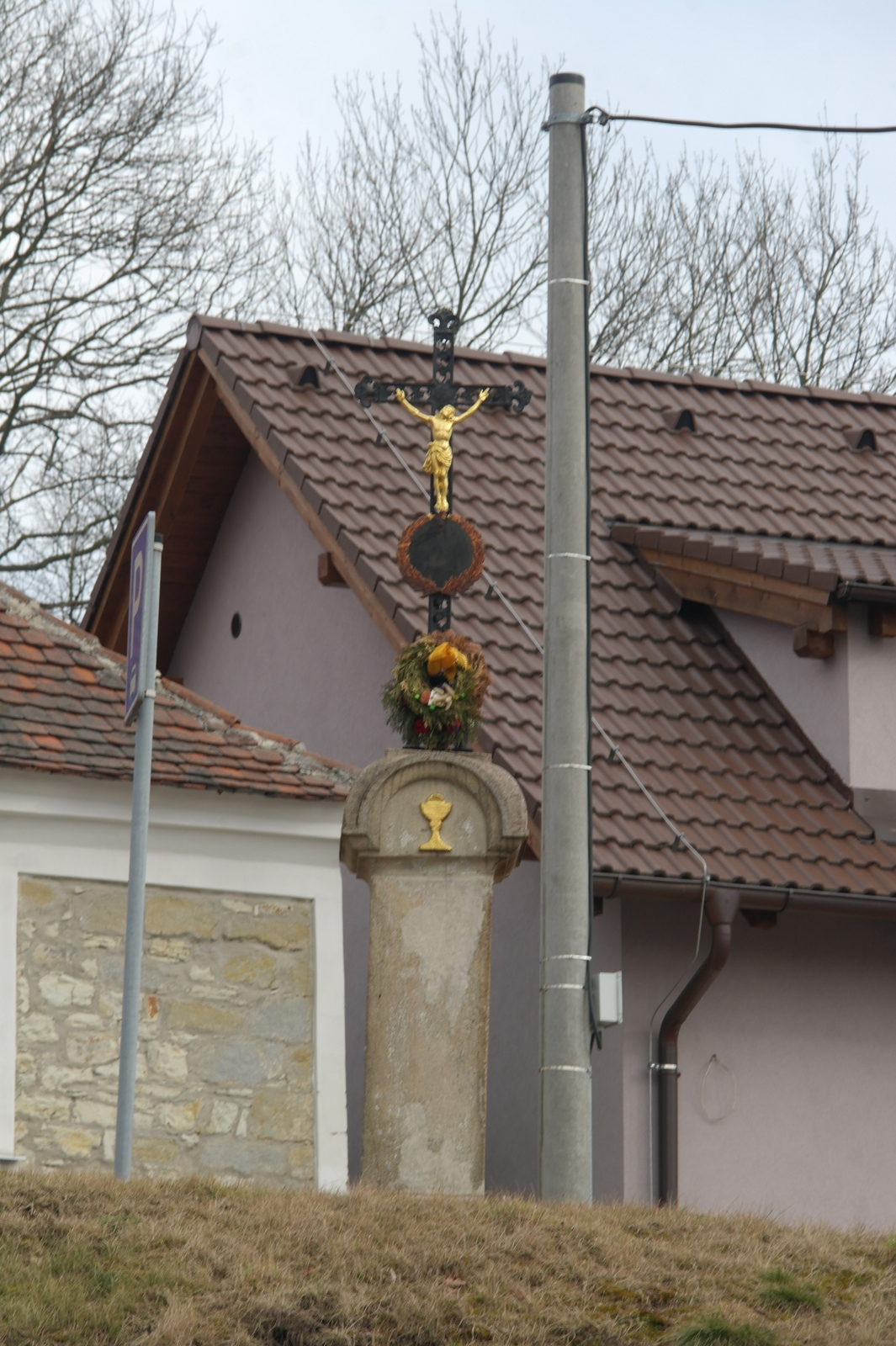
Kříž před domem v Masarykově ul. 407
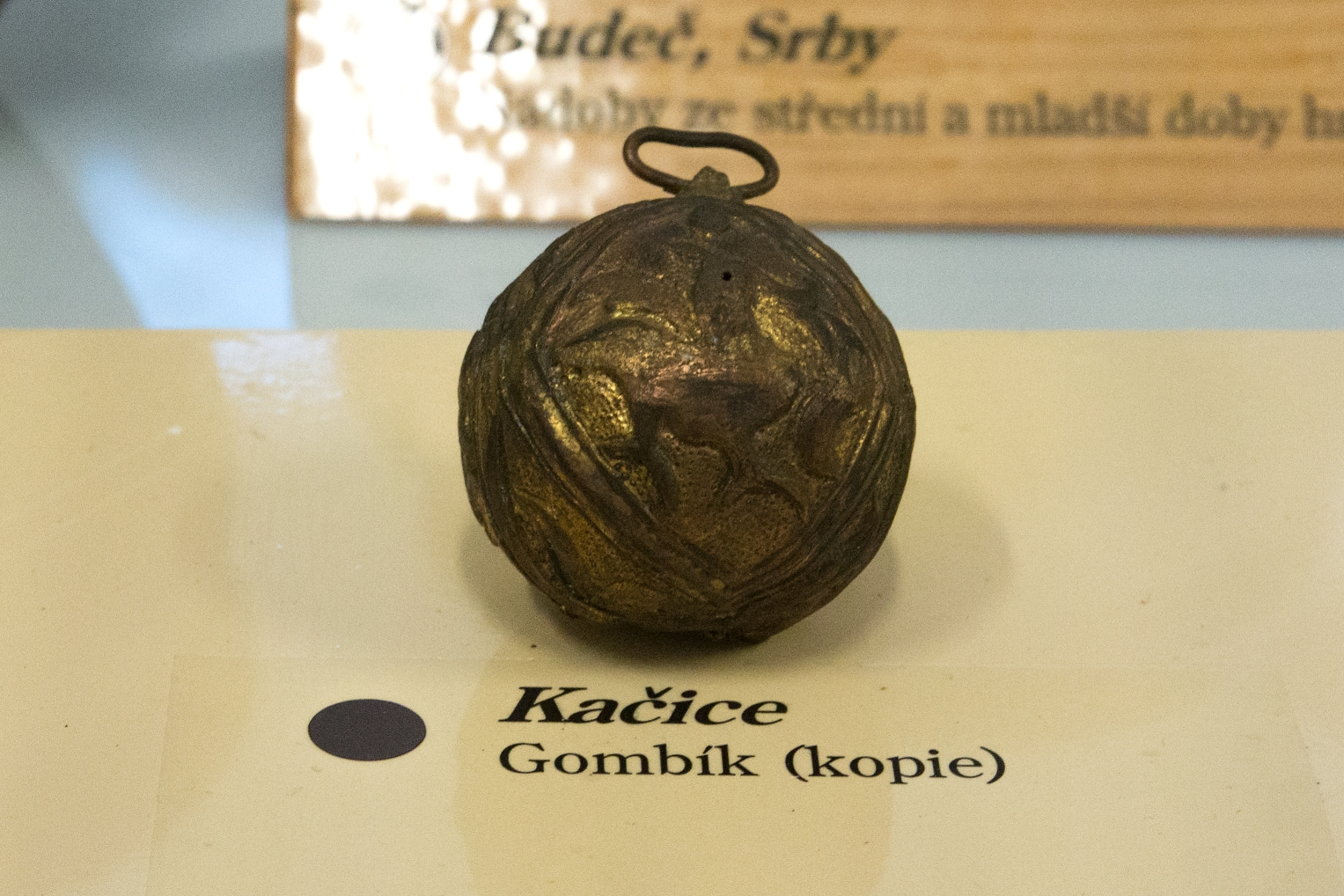
Kopie slovanského gombíku nalezeného v Kačici